# Calendrier aztèque
Le calendrier aztèque, ou mexica, était intimement lié à la mythologie des anciens peuples de la Mésoamérique, ceux qui jadis occupaient le plateau central de l'actuel Mexique, et qui ont formé, entre nos XIVe et  XVIe siècles « occidentaux », la civilisation aztèque. Fondé sur l'observation astronomique et exprimant un système de croyances chargé de représentations abstraites (divinités, symboles, numéros, couleurs, qui se combinent et se reflètent les uns sur les autres), le temps « mexicain » ne se distinguait pas radicalement de l'espace conçu comme un milieu hétérogène et doué de propriétés singulières selon les orientations cardinales. De même, à la différence de nos habitudes mentales, il n’était pas perçu comme linéaire (compte long), mais s’appréhendait de manière cyclique, à travers 3 systèmes comptables parallèles et imbriqués mettant en lumière des connaissances astronomiques élaborées. Dans cette compréhension, il convient donc de parler du « système calendaire aztèque » et de ses cycles spatio-temporels divinatoire, solaire et vénusien.
En première lecture, le système calendaire aztèque peut nous paraître anarchique. Juste après la conquête espagnole du Mexique, le missionnaire franciscain Bernardino de Sahagún avait, du reste, cédé à cet a priori, en le décrivant comme une affaire de sorcellerie, plutôt que comme une chose quelconque, ingénieuse ou raisonnable. Mais sa cohésion est faite des attitudes sentimentales et affectives codifiées en mythes et en rituels par le peuple qui l'a élaboré. En ce sens, il ne plonge pas ses racines dans des réflexions rationnelles fondées uniquement sur l'expérience. Son unité, sa solidité interne sont subjectives. Finalement, il faut garder à l'esprit que le calendrier aztèque était issu des croyances anciennes (cosmogonie) de tribus diverses. De ce fait, cet ensemble de computation du temps n'avait pas encore, au moment où les Européens l'ont découvert, subi une rationalisation comparable à celui des Mayas.

## Origines et sources
Les connaissances astronomiques et l'élaboration des cycles calendaires mésoaméricains résultent d'observations et d’études menées durant plusieurs millénaires, essentiellement par les sociétés olmèques et mayas. Le cycle divinatoire de 260 jours, ainsi que son articulation avec les cycles solaire et vénusien, s'est dès lors diffusé largement à travers toute cette aire culturelle de l'Amérique précolombienne. Mais la première preuve tangible de l'existence de ce type de comput date d'environ 600 av. J.-C. Elle a été découverte dans les ruines de San José Mogote, près de Oaxaca au Mexique. Il s'agit d'une pierre servant de seuil à deux édifices sur laquelle est sculpté le corps d'un homme sacrifié. L'inscription qui l'accompagne indiquerait le nom calendaire du captif ou alors la date de son immolation. De même, datées entre 500 et 400 av. J.-C., les nombreuses stèles (los Danzantes) du site archéologique voisin de Monte Albán montrent quant à elles une série de prisonniers qui tous portent au pied le glyphe d'un jour du calendrier divinatoire. Hormis ce type d'informations (inscriptions sculptées sur des stèles en pierre et dont les Mayas nous ont laissé d'importants vestiges), la plupart des sources aztèques ou même mixtèques consistent dans les quelques codex précolombiens qui ont échappé à la destruction par les Espagnols, et les manuscrits élaborés peu après la Conquête. L'aspect fragmentaire et hétéroclite de ces sources explique notamment que de nombreuses lacunes persistent dans la connaissance des calendriers aztèques.

## L’espace
Selon Jacques Soustelle, qui mentionne la Historia de los Mexicanos por sus pinturas, les Aztèques imaginaient l’espace organisé en strates. Au-dessus de leur tête se trouvaient 13 cieux superposés, avec leur population bigarrée de monstres et de divinités, auxquels ils attribuaient des particularités. Par exemple, le 1er ciel était le séjour des étoiles, le 2e celui de démons squelettiques (Tzitzimime) qui menaçaient l'équilibre du monde. Les « Oiseaux précieux » occupaient quant à eux le 4e ciel. Il faut entendre par là les âmes des guerriers sacrifiés qui après 4 ans revenaient sur terre peupler les campagnes du Mexique. Dans le 6e ciel, habité par Quetzalcóatl, se trouvaient les 4 vents (un pour chaque point cardinal). Telle était, en résumé, la représentation mexicaine des cieux. Par suite, plus bas, en dessous de la voûte céleste, venaient alors les 9 couches du monde terrestre s’étageant du sommet des montagnes (séjour de Tepeyollotl et des nuages) jusqu'aux profondeurs souterraines (pays de Mictlan), elles-mêmes parcourues par 9 rivières. Hormis cet espace vertical, les anciens Mexicains reconnaissaient à chacune de ces strates une dimension horizontale à 4 directions. En voici une description succincte faisant principalement référence aux propositions de Soustelle et Durand-Forest,.

### Les 4 grandes directions

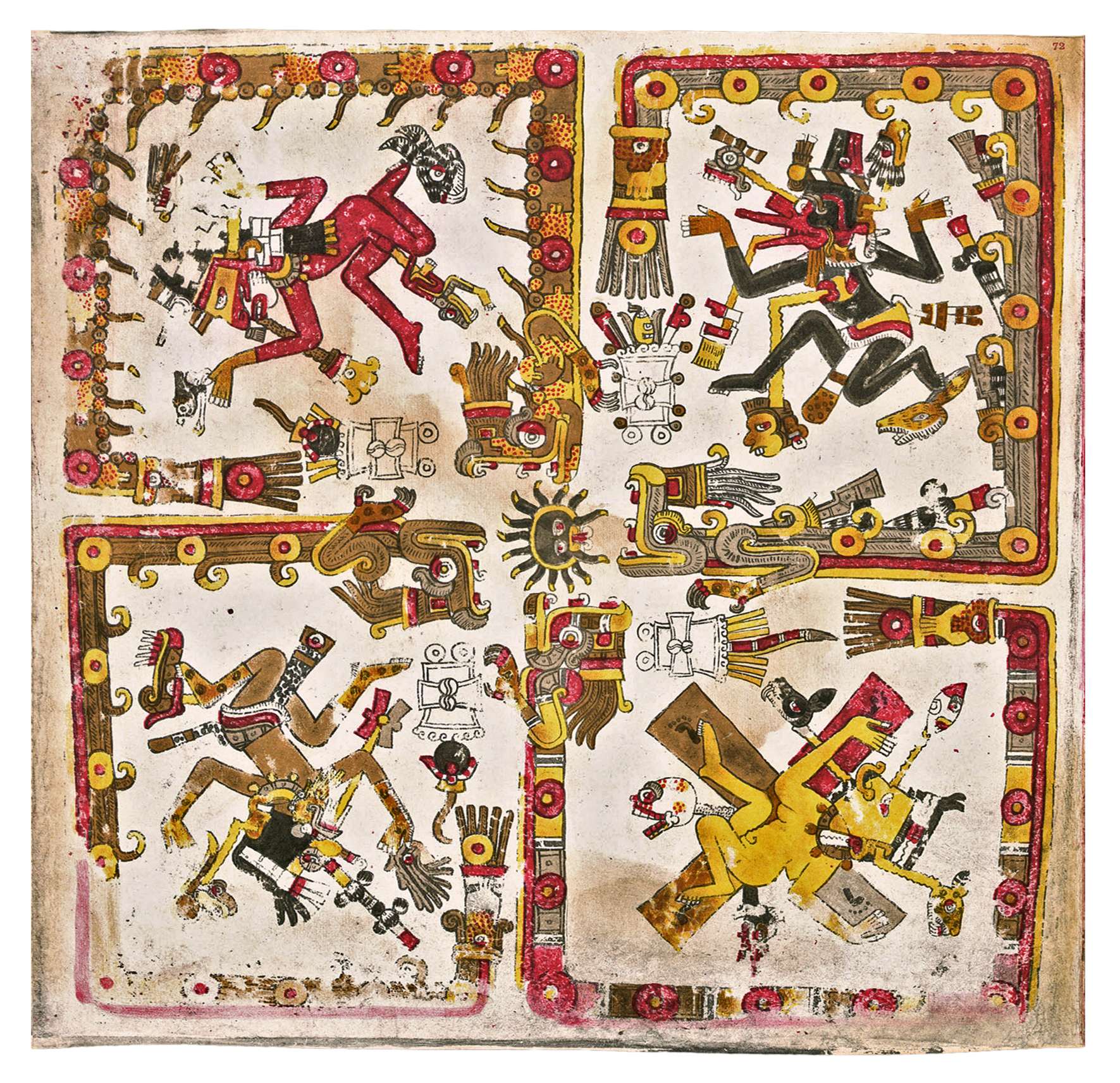
Fig. 1 : page 72 du codex Borgia, montrant les 4 directions et leur divinité régente. L'Est est en bas à gauche, le Nord à droite, l'Ouest au-dessus et le Sud en haut à gauche. Au Centre, on distingue la figure d'un Tzitzimime, un démon menaçant l'équilibre du monde. Disposés et représentés tout autour des figures centrales, les 5 signes temporels associés à chacune des 4 grandes directions.

Symbolisées par des couleurs, chargées d’attributs divers et traversées par des phénomènes naturels, les 4 grandes directions ou points cardinaux étaient représentées dans l’ordre suivant : l’Est en haut du plan horizontal, le Nord à gauche, l’Ouest en bas et le Sud à droite. Ces espaces orientés jouaient un rôle essentiel dans les conceptions cosmologiques des anciens Mexicains. À l'image du Soleil qui monte dans le ciel, atteint son apogée, avant de redescendre pour disparaître, ils fournissaient la représentation et les lieux de tout ce qui sur terre croît et décroît (végétation, vie humaine, astres, etc.). Plusieurs manuscrits représentent ces espaces en leur associant des divinités qui y séjournaient. Mais, selon l'origine des codex et les auteurs qui les ont interprétés, ces corrélations varient sensiblement. Par exemple, certains spécialistes en proposent toute une liste alors que d'autres, comme Durand-Forest, se limitent à deux entités principales (Tlaloc et Tlazolteotl) qui, du fait de leur conception quadruple ou quintuple (croyance selon laquelle elles étaient susceptibles d'incarner d'autres divinités) pouvaient être assignées à l'ensemble des 4 grandes directions.
- L’Est était désigné par la couleur rouge et comme étant le « Côté de l'Aube » (Tlapcopa), car c’est à l’Est qu'apparaît le Soleil. Les Aztèques associaient à cet espace les notions de résurrection, de jeunesse et de fertilité. Le vent qui le traversait était doux, tiède et favorable. C’était un pays paisible, le paradis terrestre (Tlalocan). Les divinités résidentes étaient Tlaloc (Fig. 1) et Tonatiuh (Fig. 3).
- Le Nord était évoqué par la couleur noire et comme étant le « Côté de la Nuit » (Mictlampa). C’est en ce lieu que se trouvait le séjour des morts. Mais le Nord était aussi le pays de la guerre, de la chasse. Il évoquait l’hiver, la saison sèche et les famines. Le vent qui s’y répandait était un souffle violent et glacial. Tlazolteotl (Fig. 1) et Tezcatlipoca (Fig. 3) demeuraient dans cette direction.
- L’Ouest était figuré par la couleur blanche et comme étant le « Côté du Déclin » (Tamoanchan), là où disparaît le Soleil. C’était l’endroit où se retirait la végétation vieille et usée, le vieux maïs ainsi que les anciens dieux déchus. Mais l’Ouest était aussi le côté des femmes, des fleurs et de l'amour. Le vent qui le balayait était frais et humide. Avec le dieu Quetzalcóatl  (Fig. 1), la déesse Centeotl (Fig. 3) y séjournait.
- Le Sud, quant à lui, était symbolisé par la couleur bleue et comme étant le « Côté des Épines » (Huitzlampa). Ce lieu aride, où la végétation était maigre, asséchée par le Soleil du zénith et un vent brûlant, se transformait néanmoins à la saison des pluies en un pays tropical luxuriant. C'était aussi le lieu de résidence de Macuilxochitl (Fig. 1) et de Mictlantecuhtli (Fig. 3).

Aux yeux des Aztèques, le monde trouvait son équilibre au Centre, dans le « Nombril de la Terre » (Tlalxicco) qui conduisait de l’Est à l’Ouest et du Nord au Sud. Pourtant, là encore, on est loin de se trouver devant une image homogène pour cette 5e direction cardinale. Car si le Centre était souvent considéré comme le point où les particularités attachées à chaque direction se totalisaient dans un dessein favorable, parfois il n'était plus que le lieu inquiétant des apparitions et des mauvais présages. Quoi qu'il en soit, même si les relations latérales et transversales opposaient les caractères antithétiques des divers espaces (directions et strates), elles les rapprochaient aussitôt à travers d'autres affinités ou particularités analogues. Cette association des contraires était familière à la pensée cosmologique mexicaine.

## Le temps

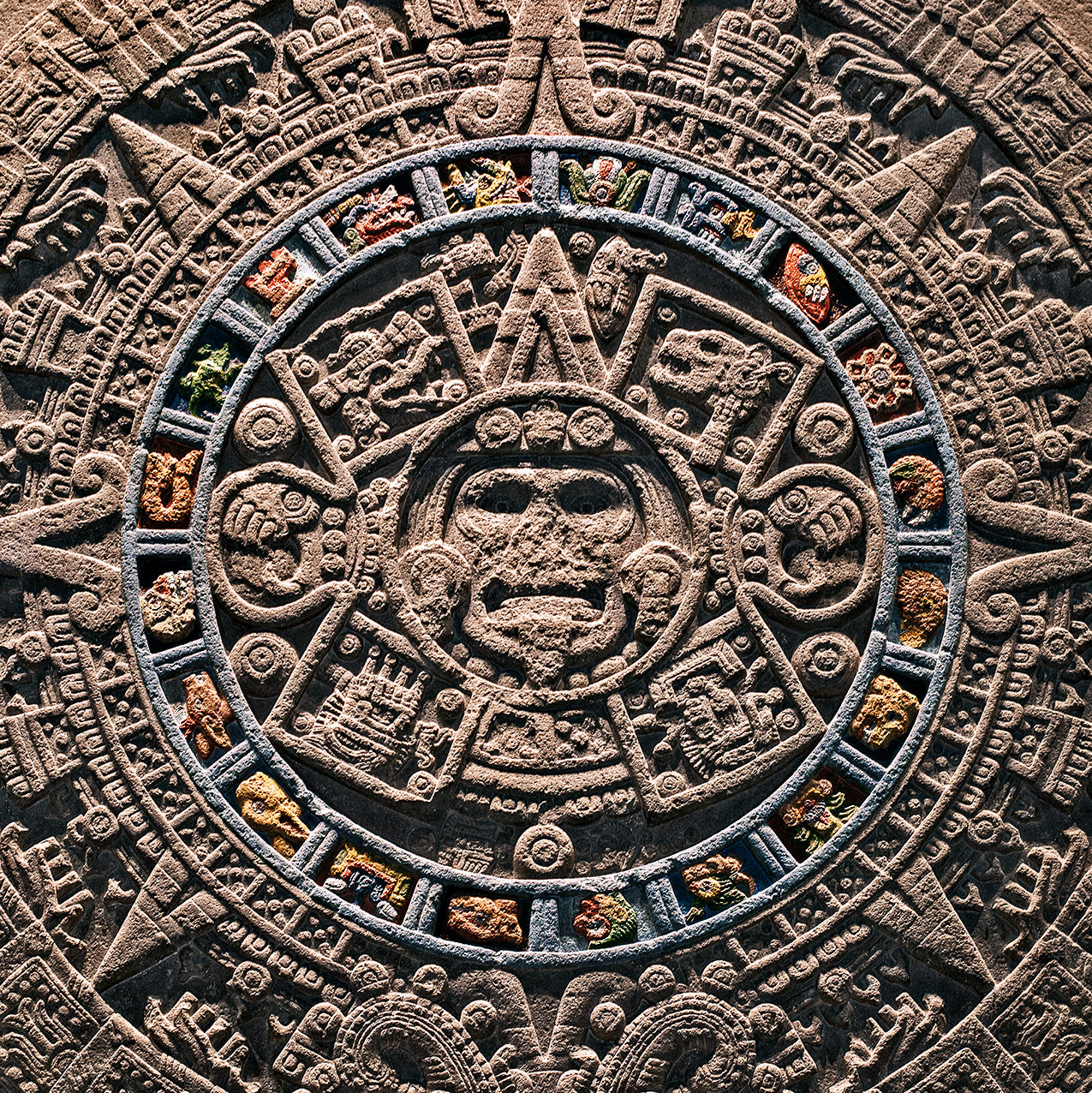
Fig. 2 : sculptés sur la Pierre du Soleil, dans une configuration circulaire, les 20 glyphes temporels (colorisation didactique). La lecture se fait de midi et dans le sens contraire aux aiguilles d'une montre.

L'astronomie aztèque était fondée sur l'observation, « à l’œil nu », de l'horizon et de la voûte céleste à partir d'un point fixe convenablement orienté (depuis l'autel d'un temple par exemple), et d'où l'observateur assistait tout au long de l'année aux phénomènes astraux. Grâce à cette technique, les prêtres, astronomes et astrologues détenaient des connaissances précises quant à la durée de l'année, à la détermination des solstices, aux phases de la Lune, à la révolution de la planète Vénus et à l’agencement des constellations.
De même que les espaces étaient foncièrement différents les uns des autres et constituaient des aires qualitativement singulières, de même les temps étaient profondément distincts, et chaque temps particulier était en rapport avec un espace déterminé. Cette conception du monde provient de l'expérience fondamentale vécue par les prêtres aztèques scrutant le lever du Soleil face à l'horizon et depuis un point fixe orienté. De la sorte et pour exemple, l’observation du solstice d'hiver représentait pour eux une expérience à la fois temporelle et spatiale. Car à cette période de l'année, le Soleil apparaissait sur leur droite (le plus à l'Est). À l'inverse, au solstice d'été, il se levait sur leur gauche (le plus au Nord). En outre, au moment de l'équinoxe d'automne ou de printemps, l'Est n'était pas seulement face à l'observateur aztèque, il était aussi au-dessus puisque le Soleil montait au fil des heures dans le ciel comme s'il gravissait les degrés d'une pyramide. Puis, lorsque l'astre redescendait pour disparaître à l'horizon, l'Ouest n'était pas seulement derrière lui, il était également au-dessous. Cette cosmovision du monde prenait aussi forme dans le tracé des cités. Les pyramides et les agglomérations aztèques s'intégraient dans le paysage selon un dessein délibéré fondé sur l'observation de la course du Soleil et des saisons de l'année. Cette dimension de la cité méso-américaine avait échappé aux premiers Espagnols, dont les chroniques ne soulèvent jamais cet aspect.

### Les 20 signes temporels

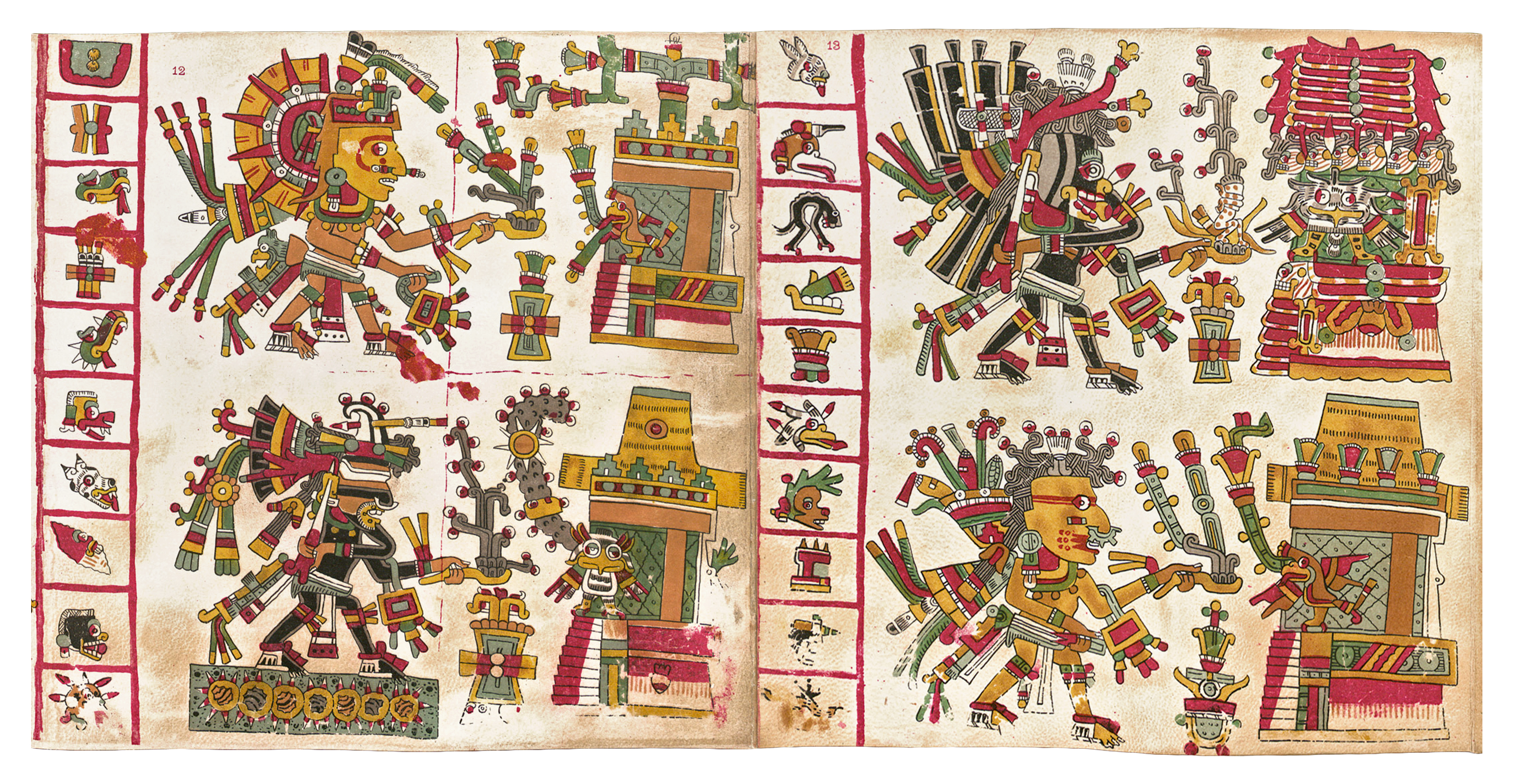
Fig. 3 : pages 12 et 13 du codex Cospi illustrant les 4 points cardinaux. l'Est est en haut à gauche, le Nord en dessous, l'Ouest à droite et le Sud au-dessus. À la gauche des divinités y séjournant, les 5 signes associés à chacune des 4 grandes directions.

Pour réaliser leurs mesures chronologiques, les prêtres aztèques utilisaient une base arithmétique vigésimale composée d’une série de 20 symboles dits « journaliers ». Ces signes, représentant des entités ou des phénomènes naturels (animaux, végétaux, vent, eau, pluie) et des symboles religieux (temple, objets de culte, invocations spatiales, etc.), se succédaient indéfiniment, toujours dans le même ordre et sans interruption d'aucune sorte. Rattachés au symbolisme de l’une ou l’autre des 4 directions cardinales, et placés sous le patronage d'une divinité régente, ils revêtaient alors, selon une lecture magico-religieuse, des caractéristiques prophétiques. En plus du 20, les nombres utilisés pour la computation du temps étaient : le 13, relatif à la somme des strates de l’espace céleste ; le 18, totalisant les 9 couches de l’espace terrestre et ses 9 rivières souterraines ; le 4 et le 5 se rapportant aux 4 points cardinaux plus le Centre.
La pictographie des 20 signes temporels est présentée à la suite. Ceux-ci sont accompagnés de leur nom en français traduit de la langue nahuatl (en italique), de l’influence spatiale et de la divinité dont ils étaient affectés (selon les interprétations faites par Seler des pages 9 à 13 du codex Borgia précolombien).

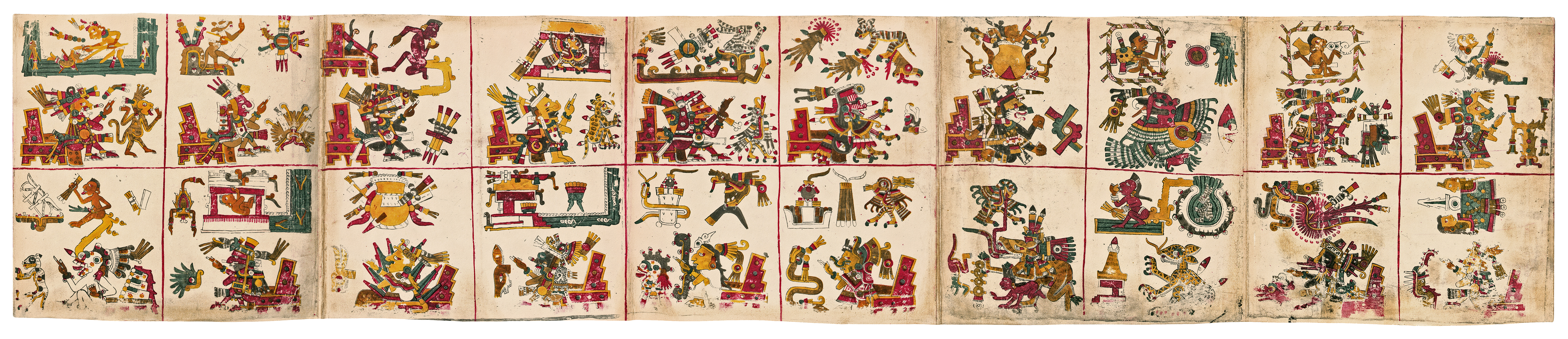
Fig. 4 : pages 9 à 13 du codex Borgia, exposant en face à face la relation des 20 signes temporels avec leur divinité influente. La lecture se fait de la droite vers la gauche de la ligne du bas, puis de la gauche vers la droite de la ligne du haut.

| (1)                     | (2)                | (3)              | (4)                 | (5)                |
| ----------------------- | ------------------ | ---------------- | ------------------- | ------------------ |
|                         |                    |                  |                     |                    |
| Cipactli → Crocodile    | Ehecatl → Vent     | Calli → Maison   | Cuetzpalin → Lézard | Coatl → Serpent    |
| Est-rouge               | Nord-noir          | Ouest-blanc      | Sud-bleu            | Est-rouge          |
| Tonacatecuhtli          | Quetzalcóatl       | Tepeyollotl      | Huehuecoyotl        | Chalchiuhtlicue    |
| (6)                     | (7)                | (8)              | (9)                 | (10)               |
|                         |                    |                  |                     |                    |
| Miquiztli → Mort        | Mazatl → Chevreuil | Tochtli → Lapin  | Atl → Eau           | Itzcuintli → Chien |
| Nord-noir               | Ouest-blanc        | Sud-bleu         | Est-rouge           | Nord-noir          |
| Tecciztecatl            | Tlaloc             | Mayahuel         | Xiuhtecuhtli        | Mictlantecuhtli    |
| (11)                    | (12)               | (13)             | (14)                | (15)               |
|                         |                    |                  |                     |                    |
| Ozomahtli → Singe       | Malinalli → Herbe  | Acatl → Roseau   | Ocelotl → Jaguar    | Cuauhtli → Aigle   |
| Ouest-blanc             | Sud-bleu           | Est-rouge        | Nord-noir           | Ouest-blanc        |
| Xochipilli              | Patecatl           | Tezcatlipoca     | Tlazolteotl         | Xipe Totec         |
| (16)                    | (17)               | (18)             | (19)                | (20)               |
|                         |                    |                  |                     |                    |
| Cozcacuauhtli → Vautour | Ollin → Mouvement  | Tecpatl → Silex  | Quiahuitl → Pluie   | Xochitl → Fleur    |
| Sud-bleu                | Est-rouge          | Nord-noir        | Ouest-blanc         | Sud-bleu           |
| Itzpapalotl             | Xolotl             | Chalchiuhtotolin | Tonatiuh            | Xochiquetzal       |

## L'espace-temps divinatoire

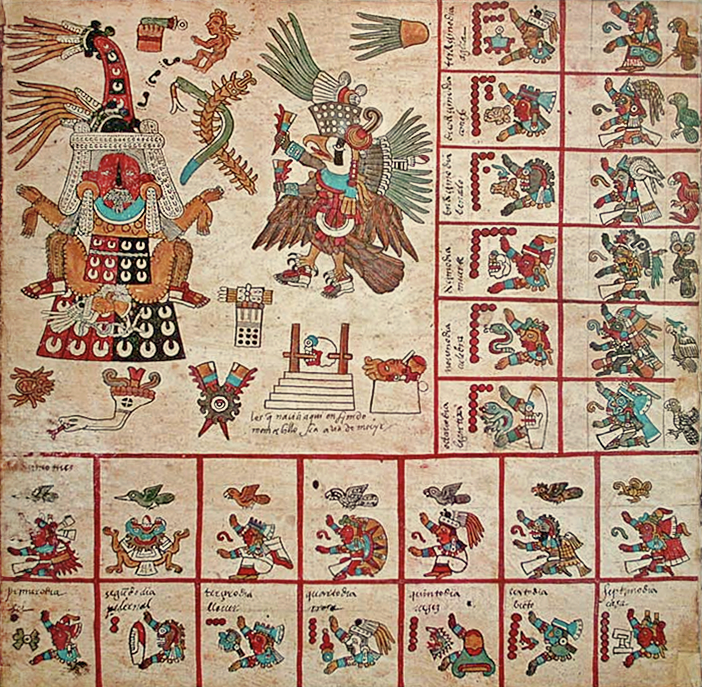
Fig. 5 : page 13 du codex Borbonicus, exposant la 13e treizaine du cycle divinatoire consacrée à la déesse Tlazolteotl et à Tezcatlipoca (grande case supérieure). La lecture des 13 signes journaliers (numérotés par des points rouges et accompagnés d'un seigneur de la nuit) se fait de gauche à droite de la ligne du bas, puis de bas en haut. Dans les cases adjacentes, les 13 seigneurs du jour avec leur oiseau « précieux ».

Consacré essentiellement aux lectures prophétiques, l'espace-temps divinatoire remplissait des fonctions que l'on peut qualifier d'astrologiques (prédictions établies en considérant les influences des divinités sur les différentes subdivisions temporelles). Il comptait 260 jours et se déroulait en un cycle continu de 20 mois de 13 jours (13 x 20 = 260) que les Aztèques appelaient Tonalpohualli (« compte des jours » ou « des destins »). Pour la datation, chaque symbole temporel était numéroté de 1 à 13 en fonction de la position qu'il occupait dans la série. Dans cette compréhension, si le 1er mois (ou treizaine) de l'année débutait logiquement par le 1er signe temporel, le 2e commençait quant à lui par le 14e symbole qui était alors affecté du chiffre 1 (1er jour du 2e mois). En sus, sur un plan plus large, la divinité associée au signe du 1er jour de chaque mois revêtait une importance particulière. De même, en mentionnant Hamy, chaque série de 13 jours était consacrée à une divinité (parfois deux) qui régentait toute la période en cours (et qui pouvait être la même que celle associée au 1er jour du mois - cf. Tableaux des signes temporels et des treizaines ci-dessous).
À cette représentation déjà fort complexe, le codex Borbonicus (dont on ne sait pas s'il a été peint avant ou après la chute de l'Empire aztèque) vient ajouter des paramètres qui ne sont pas moins riches symboliquement. Dans ce manuscrit, somme toute « récent », chaque jour est également influencé, d'une part, pendant les heures diurnes, par l'un des 13 « Seigneurs du jour » accompagné d'un « Oiseau précieux » et, d'autre part, par l'un des 9 « Seigneurs de la nuit » dont le règne, bénéfique ou maléfique, durait du coucher au lever du Soleil. Au fil des treizaines, les « Seigneurs du jour » et de la nuit se succédaient dans un ordre invariable.
En résumé, chaque jour subissait l'influence conjuguée du dieu régent de la treizaine, du dieu (et de la direction) associé à son signe, de son nombre, d'un « Seigneur du jour » flanqué d'un volatile et d'un « Seigneur de la nuit ». Cycle après cycle, cette association était stable, chaque jour conservait les mêmes patrons.

Fig. 6 : pages 1 à 8 du codex Borgia, figurant un Tonalamatl (« Livre des destins »). De droite à gauche et de bas en haut, les 260 jours du cycle divinatoire.

| 1  | Crocodile | 1-Crocodile → 13-Roseau  | Tonacatecuhtli  | 11 | Singe     | 1-Singe → 13-Maison    | Patecatl        |
| 2  | Jaguar    | 1-Jaguar → 13-Mort       | Quetzalcóatl    | 12 | Lézard    | 1-Lézard → 13-Vautour  | Itztlacoliuhqui |
| 3  | Chevreuil | 1-Chevreuil → 13-Pluie   | Tepeyollotl     | 13 | Mouvement | 1-Mouvement → 13-Eau   | Tlazolteotl     |
| 4  | Fleur     | 1-Fleur → 13-Herbe       | Huehuecoyotl    | 14 | Chien     | 1-Chien → 13-Vent      | Xipe Totec      |
| 5  | Roseau    | 1-Roseau → 13-Serpent    | Chalchiuhtlicue | 15 | Maison    | 1-Maison → 13-Aigle    | Itzpapalotl     |
| 6  | Mort      | 1-Mort → 13-Silex        | Tonatiuh        | 16 | Vautour   | 1-Vautour → 13-Lapin   | Xolotl          |
| 7  | Pluie     | 1-Pluie → 13-Singe       | Tlaloc          | 17 | Eau       | 1-Eau → 13-Crocodile   | Chalchiutotolin |
| 8  | Herbe     | 1-Herbe → 13-Lézard      | Mayahuel        | 18 | Vent      | 1-Vent → 13-Jaguar     | Chantico        |
| 9  | Serpent   | 1-Serpent → 13-Mouvement | Xiuhtecuhtli    | 19 | Aigle     | 1-Aigle → 13-Chevreuil | Xochiquetzal    |
| 10 | Silex     | 1-Silex → 13-Chien       | Mictlantecuhtli | 20 | Lapin     | 1-Lapin → 13-Fleur     | Xiuhtecuhtli    |

### Le cycle divinatoire
Sur ces prémisses, en suivant principalement Soustelle et sans intégrer les « Seigneurs du jour » et de la nuit représentés sur le codex Borbonicus, le cycle divinatoire commençait par le signe « Crocodile » dédié à l'Est. Il était donc affecté du chiffre 1, et constituait ainsi la date univoque 1-Crocodile. Dans le prolongement de ce mouvement en treizaines, le 1er mois dominé par Tonacatecuhtli se terminait par le jour favorable 13-Roseau (Est). Le second débutait à la suite, sous les auspices de Quetzalcóatl, par la date néfaste 1-Jaguar qui était rattachée au Nord. Par enchaînements successifs, le 19e mois consacré à Xochiquetzal s’achevait alors par le jour favorable 13-Chevreuil venu de l'Ouest et patronné par Tlaloc. Finalement, le 20e et dernier mois dominé par Xiuhtecuhtli  s’amorçait par le jour 1-Lapin associé au Sud comme à Mayahuel, et se terminait à la date 13-Fleur (au Sud et sous l'influence de Xochiquetzal). 20 n’étant pas divisible par 13, il en résulte que les symboles n’étaient jamais affectés du même numéro au cours du même cycle de 260 jours. À la fin de la 20e et dernière treizaine, un nouveau cycle divinatoire de 260 jours recommençait à la position 1-Crocodile.
Par ailleurs, à l'intérieur de ces treizaines, les jours portant les chiffres 3, 7, 10, 11, 12 ou 13 passaient généralement pour favorables ; ceux qui portaient les numéros 4, 5, 6, 8 ou 9, pour néfastes. Les prêtres spécialisés nommés, Tonalpouhque, interprétaient les signes dans des circonstances particulières comme la naissance, le mariage, le départ des marchands ou l’élection des chefs. Chaque jour, ou chaque série de 13 jours, était également apprécié(e), en plus des augures dictés par la numérologie, en fonction des divinités qui le/la régentaient. Par exemple, les hommes qui naissaient le jour 1-Mort étaient destinés à devenir sorciers, 7-Fleurs était favorable aux peintres, 1-Serpent aux négociants, 9-Chien à la magie noire et aux ciseleurs, 1-Maison aux médecins et aux sages-femmes.

### Les nombres 260 et 105
Avec le compte des 260 jours, les Mésoaméricains avaient découvert un nombre immédiatement utile à leurs calculs calendaires. Mais comment a-t-il été trouvé ? Certains chercheurs pensent que 260 est tout simplement issu d'une opération arithmétique, c'est-à-dire de la combinaison des séries de 13 et de 20. Autrement dit, et comme Bernardino de Sahagún jadis, ils pensent que le Tonalpohualli n'était fondé sur aucun cycle naturel ou astronomique. D'autres au contraire estiment qu'il est une donnée naturelle résultant notamment de l'observation du cycle solaire. Car à la latitude de 15°N (parallèle géographique passant par l'Amérique centrale), les deux passages annuels du Soleil au zénith s'y produisent le 30 avril et le 13 août : de la première à la deuxième date s'écoulent 105 jours, puis justement 260 de la deuxième à la première. L'ethnohistorienne Johanna Broda (es), qui a depuis longtemps fait remarquer l'importance de ces deux dates en Mésoamérique, suppose que cette division de l'année en deux parties de 260 et 105 jours aurait été « importée » en terre aztèque via le développement politique et les échanges culturels entre l'ancienne cité maya de Copán au Honduras, située précisément à la latitude de 15°N, et certaines villes comme Teotihuacan. Il est toutefois certain que ce nombre n'a pu leur sembler « parfait » qu'après que la durée des cycles solaire et vénusien eut été déterminée (cf. La cérémonie du « Feu nouveau »).

## L'espace-temps solaire

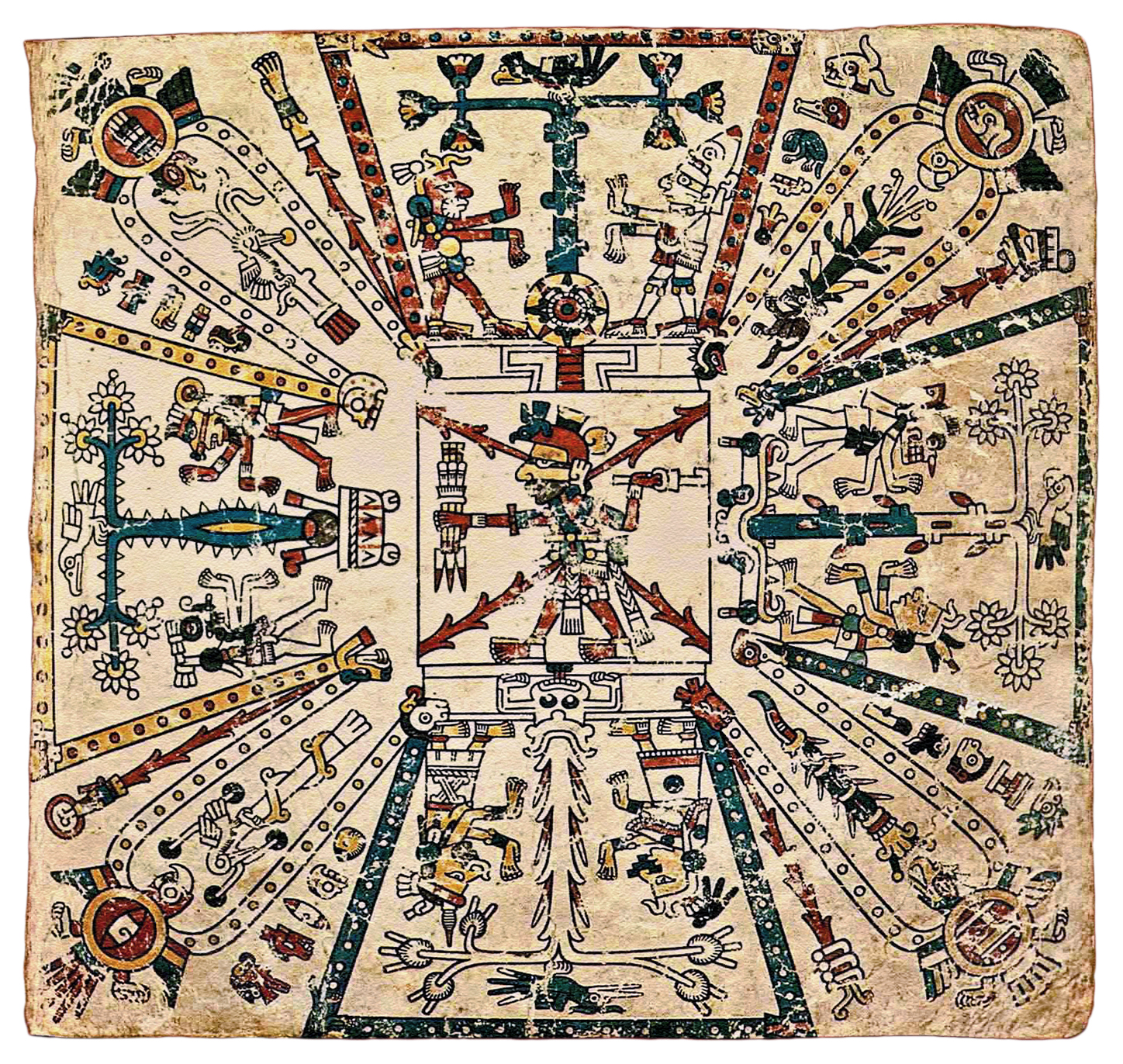
Fig. 7 : page 1 du codex Fejérváry-Mayer. Croix de Malte dont les 4 bras forment les directions cardinales. Du coin supérieur gauche et dans le sens contraire aux aiguilles d'une montre on remarque les 4 signes « porteurs d'années » du cycle solaire : Roseau (Est), Silex (Nord), Maison (Ouest) puis Lapin (Sud). Au centre, le dieu du Feu Xiuhtecuhtli, parce que le foyer se trouve au milieu de la maison.

Rythmant les saisons et les activités agricoles, l'espace-temps solaire se déroulait en un cycle continu de 13 séries de 4 années comptant 365 jours chacune. Cela donnait une période de 52 ans (13×4) qui totalisait 18 980 jours (52×365) et que les Aztèques appelaient Xiuhtlapohualli (« compte des années »). Tout comme notre calendrier grégorien, l’année solaire aztèque, nommée Xiuhpohualli (« compte annuel »), se référait à l’orbite sidérale de la Terre autour du Soleil. Mais ses 365 jours étaient quant à eux subdivisés en 18 mois de 20 jours (vingtaines), plus 5 jours supplémentaires (Nemontemi) qui étaient perçus comme néfastes. Par ailleurs, pour Dehouve et Vié-Wohrer, le Xiuhpohualli ne visait pas à donner un nom aux jours, une date. Car selon elles, cette fonction revenait exclusivement au Tonalpohualli, dont les cycles de 260 jours « flottaient », se succédaient d'une année solaire à l'autre. Il en résultait que le 1er jour d'une année solaire n'était pas systématiquement le 1 (à l'image du 1er septembre par exemple), mais s’échelonnait de 1 à 13.
Concernant le déroulement des 52 années, nombre d'auteurs se référant aux travaux de Hamy, et notamment à la page 21 du codex Borbonicus, considèrent que le glyphe 1-Lapin caractérisait l'année initiale du cycle solaire de 52 ans. Mais encore, au regard cette fois des pages 34 et 37 du même codex, qu'elle aurait été déplacée (en 1143 ou 1507 selon les auteurs) en 2-Roseau, signe de l'Est, lieu de la naissance du Soleil après que Quetzalcóatl se soit sacrifié pour réapparaître comme astre du jour. Et ceci afin de conjurer l'influence néfaste du signe Lapin (famine),. Quoi qu'il en soit de ces divergences, la présence des 5 jours supplémentaires Nemontemi avait pour conséquence que le jour qui commençait et caractérisait l'année suivante était systématiquement décalé de 5 rangs par rapport à celui qui avait initié l'année précédente. De la sorte, 20 étant divisible par 5, il n'y a que 4 glyphes temporels sur les 20 qui puissent marquer le début d'une année. Ce sont les signes dits « Porteurs d'années » : Roseau (Est), Silex (Nord), Maison (Ouest) et Lapin (Sud), chacun d'eux étant associé à l'une des 4 grandes directions. De la même façon que la divinité associée au signe du 1er jour de chaque treizaine du cycle divinatoire revêtait une importance particulière, les 365 jours d'une année solaire subissaient l'influence de la divinité régente du signe « Porteur d'années ». Les années Roseau avaient une connotation favorable. Celles du  Silex risquaient d'apporter la sécheresse et divers malheurs. Les années Maison pouvaient être accompagnées d'inondations alors que les périodes Lapin exposaient à la famine.
| Les 52 années solaires en 4 séries de 13 Distribution des 4 signes « Porteurs d'années » dans le Xiuhtlapohualli (« compte des années ») | Les 52 années solaires en 4 séries de 13 Distribution des 4 signes « Porteurs d'années » dans le Xiuhtlapohualli (« compte des années ») | Les 52 années solaires en 4 séries de 13 Distribution des 4 signes « Porteurs d'années » dans le Xiuhtlapohualli (« compte des années ») | Les 52 années solaires en 4 séries de 13 Distribution des 4 signes « Porteurs d'années » dans le Xiuhtlapohualli (« compte des années ») | Les 52 années solaires en 4 séries de 13 Distribution des 4 signes « Porteurs d'années » dans le Xiuhtlapohualli (« compte des années ») | Les 52 années solaires en 4 séries de 13 Distribution des 4 signes « Porteurs d'années » dans le Xiuhtlapohualli (« compte des années ») | Les 52 années solaires en 4 séries de 13 Distribution des 4 signes « Porteurs d'années » dans le Xiuhtlapohualli (« compte des années ») | Les 52 années solaires en 4 séries de 13 Distribution des 4 signes « Porteurs d'années » dans le Xiuhtlapohualli (« compte des années ») | Les 52 années solaires en 4 séries de 13 Distribution des 4 signes « Porteurs d'années » dans le Xiuhtlapohualli (« compte des années ») | Les 52 années solaires en 4 séries de 13 Distribution des 4 signes « Porteurs d'années » dans le Xiuhtlapohualli (« compte des années ») | Les 52 années solaires en 4 séries de 13 Distribution des 4 signes « Porteurs d'années » dans le Xiuhtlapohualli (« compte des années ») | Les 52 années solaires en 4 séries de 13 Distribution des 4 signes « Porteurs d'années » dans le Xiuhtlapohualli (« compte des années ») | Les 52 années solaires en 4 séries de 13 Distribution des 4 signes « Porteurs d'années » dans le Xiuhtlapohualli (« compte des années ») | Les 52 années solaires en 4 séries de 13 Distribution des 4 signes « Porteurs d'années » dans le Xiuhtlapohualli (« compte des années ») | Les 52 années solaires en 4 séries de 13 Distribution des 4 signes « Porteurs d'années » dans le Xiuhtlapohualli (« compte des années ») | Les 52 années solaires en 4 séries de 13 Distribution des 4 signes « Porteurs d'années » dans le Xiuhtlapohualli (« compte des années ») |
| Série | Nom du signe | Direction | 1 | 2 | 3 | 4 | 5 | 6 | 7 | 8 | 9 | 10 | 11 | 12 | 13 |
| --- | --- | --- | --- | --- | --- | --- | --- | --- | --- | --- | --- | --- | --- | --- | --- |
| 1 | Roseau → | Est-rouge → | 1 | 5 | 9 | 13 | 17 | 21 | 25 | 29 | 33 | 37 | 41 | 45 | 49 |
| 2 | Silex → | Nord-noir → | 2 | 6 | 10 | 14 | 18 | 22 | 26 | 30 | 34 | 38 | 42 | 46 | 50 |
| 3 | Maison → | Ouest-blanc → | 3 | 7 | 11 | 15 | 19 | 23 | 27 | 31 | 35 | 39 | 43 | 47 | 51 |
| 4 | Lapin → | Sud-bleu → | 4 | 8 | 12 | 16 | 20 | 24 | 28 | 32 | 36 | 40 | 44 | 48 | 52 |

D'autre part et comme introduit ci-dessus, à l'intérieur de l'année solaire, les 18 vingtaines ou mois évoquaient des fêtes elles aussi affectées par une ou plusieurs divinités singulières. Ces mois portaient chacun plusieurs noms dont l'explication est malaisée. Pour s'y retrouver, les chercheurs ont pris l'habitude de les ordonner par numérotation. Pourtant, il ne s'agit guère plus que d'une convention car les avis divergent sur le mois par lequel commençait l'année. En réalité, il semble que les Aztèques aient accordé moins d'importance à la détermination d'un début d'année qu'à la rotation des mois. Par ailleurs, parfois, certaines divinités se trouvaient associées à des fêtes qui ne leur étaient pas directement consacrées. Quoi qu'il en soit, presque toutes les fêtes comportaient des danses rituelles, donnaient lieu à des simulacres de combats et étaient l'occasion de sacrifices humains.
| 1 | Atlacahualo       | « Arrêt de l'eau »              | Tlaloc          | 10 | Xocotl Huetzi   | « Chute des fruits »       | Xiuhtecuhtli    |
| 2 | Tlacaxipehualitzi | « Écorchement des hommes »      | Xipe Totec      | 11 | Ochpaniztli     | « Balayage des chemins »   | Tlazolteotl     |
| 3 | Tozoztontli       | « Petite veille »               | Coatlicue       | 12 | Teotleco        | « Retour des dieux »       | Tezcatlipoca    |
| 4 | Huey Tozoztli     | « Grande veille »               | Chicomecoatl    | 13 | Tepeilhuitl     | « Fête des montagnes »     | Tlaloc          |
| 5 | Toxcatl           | « Sécheresse »                  | Tezcatlipoca    | 14 | Quecholli       | « Plume précieuse »        | Mixcoatl        |
| 6 | Etzalcuauliztli   | « Repas de maïs et haricots »   | Tlaloque        | 15 | Panquetzaliztli | « Élévation des drapeaux » | Huitzilopochtli |
| 7 | Tecuilhuitontli   | « Petite fête des dignitaires » | Huixtocihuatl   | 16 | Atemoztli       | « Descente de l'eau »      | Tlaloc          |
| 8 | Huey Tecuilhuitl  | « Grande fête des dignitaires » | Xilonen         | 17 | Tititl          | « Resserrement »           | llamatecuhtli   |
| 9 | Tlaxochimaco      | « Offrande de fleurs »          | Huitzilopochtli | 18 | Izcalli         | « Croissance »             | Xiuhtecuhtli    |

### Le cycle solaire
Considérant en abyme ces références complexes de même que les propositions de Hamy, Dehouve et Vié-Wohrer, le cycle solaire de 52 ans commençait donc, sur le Tonalamatl (« Livre des destins »), par le glyphe 2-Roseau (avis divergents selon les auteurs). Ce signe étant un « Porteur d’années » venu de l’Est, les caractéristiques associées à cette direction et à Tezcatlipoca (divinité associée) marquaient de leur influence cette 1re année. 19 jours plus tard, le 1er mois et sa divinité consacrée laissait sa place au 2e mois . Et il en allait de cette même dynamique d'influences divines pour les 16 mois festifs suivants. À la fin de ce comptage de 360 jours (18x20), les Aztèques complétaient la série par 5 jours néfastes. Ainsi, le jour 2-Mouvement bouclait cette 1re année. La 2e année s’initiait alors par le symbole suivant dans la série des 20 signes temporels, c'est-à-dire : le « Porteur d'années » 3-Silex, caractérisant de ses attributs (le Nord et Chalchiuhtotolin), comme par osmose, cette seconde période, qui prenait fin par le jour néfaste 3-Vent. Suivant cette mécanique en cascade, la 3e année débutait avec le signe « Porteur d’années » 4-Maison, associé au champ de forces de l’Ouest et à Tepeyollotl, et s’achevait par le jour néfaste 4-Chevreuil. La 4e année commençait quant à elle par le jour « Porteur d'années » 5-Lapin relié au Sud comme à la déesse Mayahuel, et se terminait 365 jours plus tard par le jour néfaste 5-Herbe. Au terme de ces 4 premières années, une nouvelle série de 4 années s’amorçait avec 6-Roseau, jusqu’à ce que chaque symbole « Porteur d’années » soit numéroté à 13 reprises. Ainsi, ce n'est qu'au terme de 52 ans qu'un même signe « Porteur d'années » était affecté du même chiffre. À la fin de la 52e et dernière année, un nouveau cycle solaire recommençait à la position 2-Roseau.

### L'année solaire
Il existe de nombreuses interrogations sur la méthode utilisée par les Aztèques pour éviter le déphasage entre leur « compte annuel » de 365 jours et l'année tropique de 365,2422 jours. Tout au plus pouvons-nous dire qu'ils disposaient de moyens sûrs leur permettant de ne jamais perdre la corrélation avec les principaux phénomènes solaires. La question n'est donc pas de savoir si les Aztèques savaient calculer la durée exacte de l'année tropique, mais s'ils ajustaient leur cycle annuel, et si oui, de quelle façon ? Parmi les spécialistes considérant le cycle annuel comme un agenda rythmant les saisons et les activités agricoles, les propositions d'ajustement sont diverses et pas encore tranchées : correction bissextile, avec l'ajout d'un jour nemontemi tous les 4 ans ; ajout de 12 jours tous les 52 ans, et de 13 jours à la fin de la période suivante ; ajout de 25 jours, à la fin d'une période de 104 ans ; ou même ajout de 63 jours, tous les 260 ans. Mais à l'inverse, et pour Graulich en particulier, le Xiuhpohualli n'était pas un almanach agraire ayant pour fonction de « marquer » les saisons, sinon un cycle festif de 18 rituels mythico-religieux de vingt jours (plus 5 jours néfastes) plongeant ses racines dans les coutumes centenaires des ancêtres chasseurs-cueilleurs des Aztèques. En ce sens, il n'était pas ajusté à l'année tropique dont les Aztèques, devenus agriculteurs, prendront conscience progressivement. Selon cet auteur, mais aussi Caso, ils auraient alors simplement renoncé à « bricoler » des « ajustements irréguliers » a posteriori. D'autant plus que cette « année vague » aztèque coïncidait merveilleusement avec les deux autres cycles mésoaméricains (divinatoire et vénusien), et qu'il aurait donc fallu également ajuster, (cf. La cérémonie du « Feu nouveau »).
Cette hypothèse fait du reste en partie écho aux propositions de Kruell qui, quant à lui, considère que les 18 vingtaines plus les 5 jours nemontemi (365) n'étaient pas imbriquées dans le cycle solaire de 52 années (comme supposé plus haut), mais constituaient un compte distinct à part entière qu'il traduit du nahuatl, en lieu et place de Xiuhpohualli (« compte annuel »), par Cempohuallapohualli (« compte des vingtaines »). Avec ce « compte » renommé, celui des « années » auquel il donne le nom de Xiuhtlapohualli, et celui des « jours » (Tonalpohualli) qu'il retient tel quel, Kruell dénombre ainsi les trois composantes qui selon lui formaient le calendrier nahualt ou mexicain (sans faire mention du cycle vénusien).

## L'espace-temps vénusien

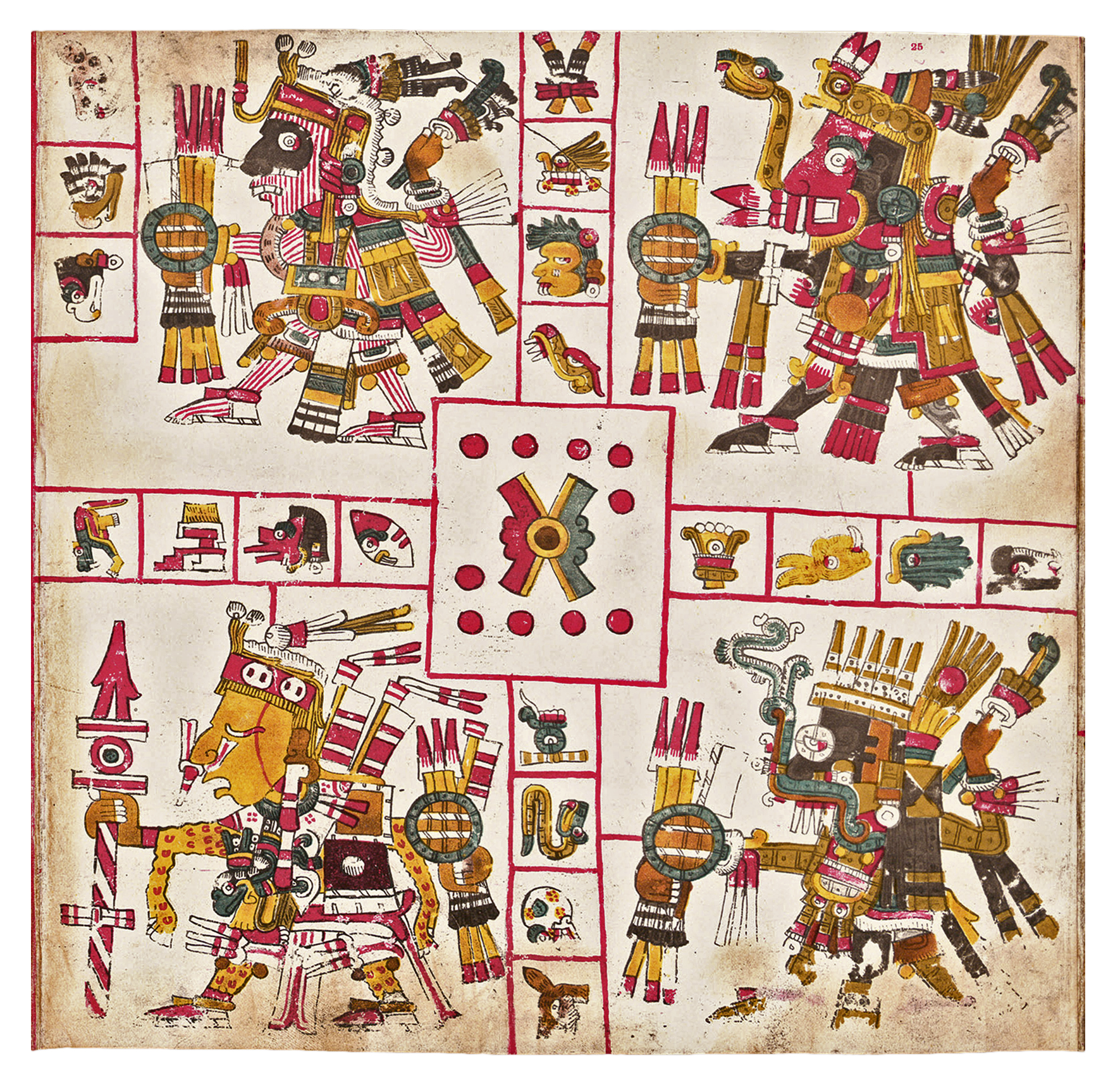
Fig. 8 : page 25 du codex Borgia, montrant les 5 directions du cycle vénusien, c'est-à-dire les 4 points cardinaux avec leur dieu régent plus le Centre. En partant d'en haut à droite et dans le sens contraire aux aiguilles d'une montre, on a : à l'Est Quetzalcóatl, au Nord Mixcoatl, à l'Ouest Xipe Totec et au Sud Tlaloc.

Le cycle divinatoire de 260 jours, combiné à celui de 365 jours, permettait d'apprécier les augures et d'établir la chronologie des jours et des années. Mais il se combinait également avec d'autres cycles astraux, en particulier celui de Vénus, dont l'observation revêtait une grande importance.
Principalement mythologique, l'espace-temps vénusien se déroulait en un cycle continu de 13 séries de 5 années, comptant 584 jours chacune. Cela donnait une période de 65 années (13×5), qui totalisait ainsi 37 960 jours (65×584), et que les Aztèques appelaient Huehuetiliztli (« Vieillesse »). Les 584 jours de l’année vénusienne correspondent à une période synodique de la planète Vénus par rapport à la Terre. Cette période est égale au temps qui s’écoule entre deux oppositions Terre/Vénus, entre deux alignements se réalisant sur le même axe intérieur au regard du Soleil. Les 584 jours de l’année vénusienne aztèque étaient subdivisées en 44 treizaines, ou mois de 13 jours (572), plus 12 jours intercalaires (584). D'autre part, si l'on divise, avec Soustelle, 584 par 20, nombre de signes temporels, on obtient un reste de 4. Par déduction mathématique, il n'y a donc que 5 signes qui puissent être « porteurs d'années » (20/4). Ce sont, dans l'ordre : Crocodile, Serpent, Eau, Roseau et Mouvement. Sur le tableau des 20 signes temporels donné plus haut, ces « Porteurs d'années » sont tous dédiés à l’Est, là où se lève le Soleil et apparaît l’étoile du matin, la planète Vénus. Pourtant, certains auteurs, s'appuyant sur les travaux de Seler, « redistribuent » les influences cardinales de la manière suivante : Crocodile à l'Est, Serpent au Nord, Eau à l'Ouest, Roseau au Sud et Mouvement au Centre. Et il en va de même pour les divinités régentes associées à ces 4 grandes directions (Fig. 8).
| Les 65 années vénusiennes en 5 séries de 13 Distribution des dates auxquelles les signes devenaient « Porteurs d'années » dans le Tonalpohualli | Les 65 années vénusiennes en 5 séries de 13 Distribution des dates auxquelles les signes devenaient « Porteurs d'années » dans le Tonalpohualli | Les 65 années vénusiennes en 5 séries de 13 Distribution des dates auxquelles les signes devenaient « Porteurs d'années » dans le Tonalpohualli | Les 65 années vénusiennes en 5 séries de 13 Distribution des dates auxquelles les signes devenaient « Porteurs d'années » dans le Tonalpohualli | Les 65 années vénusiennes en 5 séries de 13 Distribution des dates auxquelles les signes devenaient « Porteurs d'années » dans le Tonalpohualli | Les 65 années vénusiennes en 5 séries de 13 Distribution des dates auxquelles les signes devenaient « Porteurs d'années » dans le Tonalpohualli | Les 65 années vénusiennes en 5 séries de 13 Distribution des dates auxquelles les signes devenaient « Porteurs d'années » dans le Tonalpohualli | Les 65 années vénusiennes en 5 séries de 13 Distribution des dates auxquelles les signes devenaient « Porteurs d'années » dans le Tonalpohualli | Les 65 années vénusiennes en 5 séries de 13 Distribution des dates auxquelles les signes devenaient « Porteurs d'années » dans le Tonalpohualli | Les 65 années vénusiennes en 5 séries de 13 Distribution des dates auxquelles les signes devenaient « Porteurs d'années » dans le Tonalpohualli | Les 65 années vénusiennes en 5 séries de 13 Distribution des dates auxquelles les signes devenaient « Porteurs d'années » dans le Tonalpohualli | Les 65 années vénusiennes en 5 séries de 13 Distribution des dates auxquelles les signes devenaient « Porteurs d'années » dans le Tonalpohualli | Les 65 années vénusiennes en 5 séries de 13 Distribution des dates auxquelles les signes devenaient « Porteurs d'années » dans le Tonalpohualli | Les 65 années vénusiennes en 5 séries de 13 Distribution des dates auxquelles les signes devenaient « Porteurs d'années » dans le Tonalpohualli | Les 65 années vénusiennes en 5 séries de 13 Distribution des dates auxquelles les signes devenaient « Porteurs d'années » dans le Tonalpohualli | Les 65 années vénusiennes en 5 séries de 13 Distribution des dates auxquelles les signes devenaient « Porteurs d'années » dans le Tonalpohualli |
| Série | Nom du signe | Direction | 1 | 2 | 3 | 4 | 5 | 6 | 7 | 8 | 9 | 10 | 11 | 12 | 13 |
| --- | --- | --- | --- | --- | --- | --- | --- | --- | --- | --- | --- | --- | --- | --- | --- |
| 1 | Crocodile → | Est-rouge → | 1 | 9 | 4 | 12 | 7 | 2 | 10 | 5 | 13 | 8 | 3 | 11 | 6 |
| 2 | Serpent → | Nord-noir → | 13 | 8 | 3 | 11 | 6 | 1 | 9 | 4 | 12 | 7 | 2 | 10 | 5 |
| 3 | Eau → | Ouest-blanc → | 12 | 7 | 2 | 10 | 5 | 13 | 8 | 3 | 11 | 6 | 1 | 9 | 4 |
| 4 | Roseau → | Sud-bleu → | 11 | 6 | 1 | 9 | 4 | 12 | 7 | 2 | 10 | 5 | 13 | 8 | 3 |
| 5 | Mouvement → | Centre → | 10 | 5 | 13 | 8 | 3 | 11 | 6 | 1 | 9 | 4 | 12 | 7 | 2 |

### Le cycle vénusien
En suivant ces grands principes sur les propositions de Seler et Soustelle, le cycle vénusien de 65 ans commençait par le jour 1-Crocodile (en synchronisation avec le Tonalpohualli). Ce signe étant aussi un « Porteur d’années », le dieu régent Quetzalcóatl et les particularités de l'Est marquaient donc de leur influence cette 1re année. Elle était affectée du chiffre 1. Comme dans le cycle divinatoire, le 1er mois vénusien se terminait par le jour 13-Roseau. De même, le 2e débutait à la suite par le 14e signe pris sur la série de vingt, 1-Jaguar. Et ainsi de suite, sans interruptions d’aucune sorte jusqu’à la fin de la 44e treizaine. Dans le prolongement de ce comptage de 572 jours, les anciens Mexicains ajoutaient 12 jours supplémentaires, qui bouclaient cette 1re année par le jour 12-Lézard. La 2e année commençait alors par le jour 13-Serpent dédié au Nord. Et puisque ce signe était un « Porteur d’années », le dieu influant y étant associé Mixcoatl répandait à son tour ses présages sur cette nouvelle période de 572 jours qui se terminait par le 12e jour supplémentaire 11-Lapin. Suivant ce principe d’incrémentation, la 3e année consacrée à l'Ouest et à Xipe Totec, débutait avec le symbole « Porteur d’années » 12-Eau (Ouest) et prenait fin le jour supplémentaire 10-Herbe. À la suite, la 4e année commençait invariablement par le « Porteur d'années » 11-Roseau, associé au Sud et à Tlaloc, puis se terminait par le 12e jour supplémentaire 9-Vautour. Finalement, la 5e année était « portée » par le jour 10-Mouvement lié au Centre et prenait fin le jour supplémentaire 8-Fleur. Au terme de ces 5 premières années, une nouvelle série s’amorçait, jusqu’à ce que chaque signe « Porteur d’années » ait ainsi été numéroté à 13 reprises.

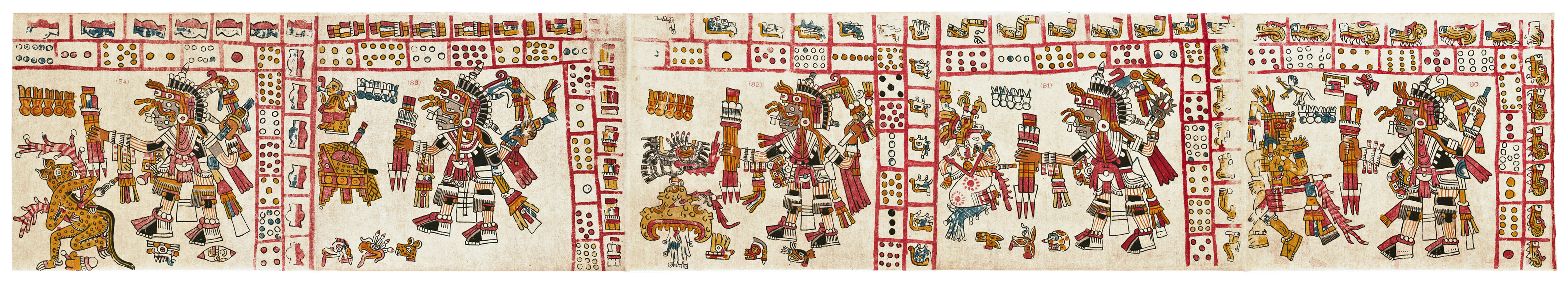
Fig. 9 : pages 80 à 84 du codex Vaticanus B, illustrant, de droite à gauche, les 5 X 13 signes « Porteurs d'années » : Crocodile, Serpent, Eau, Roseau et Mouvement. On voit aussi le dieu Tlahuizcalpantecuhtli (personnification de la planète Vénus) en train de percer de ses flèches des catégories d'humains : les vieillards sous le signe Crocodile, les jeunes gens en Serpent. Ses flèches s'attaquent même à l'Eau (ce qui provoque la sécheresse), à un symbole (le trône) et au Jaguar. Les points correspondent à la datation chronologique des 5 signes au cours d'un cycle divinatoire de 260 jours (Tonalpohualli).

## La cérémonie du «Feu nouveau»

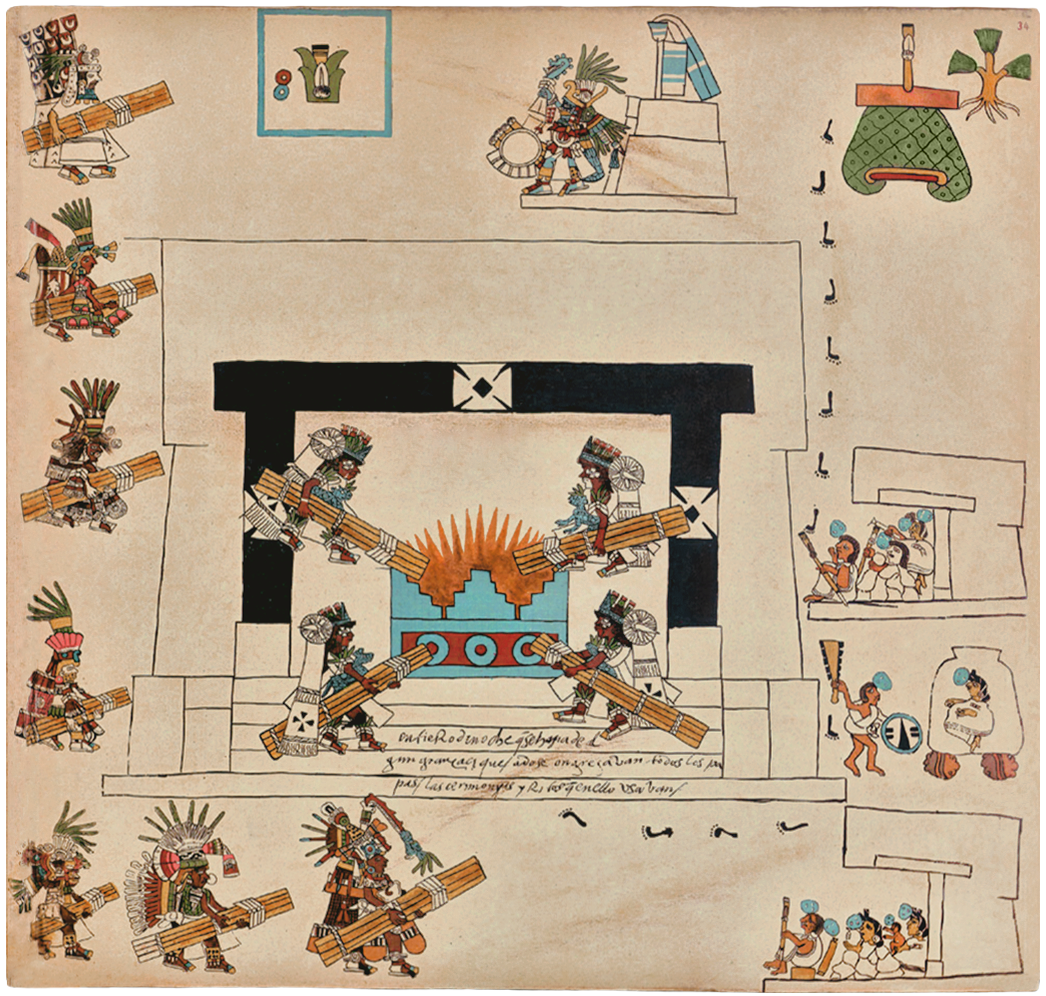
Fig. 10 : page 34 du codex Borbonicus illustrant la cérémonie du « Feu nouveau », un rituel séculaire qui se déroulait au cours des 5 derniers jours (Nemontemi) de l'ultime année d'un cycle solaire de 52 ans, et qui culminait au dernier soir par le sacrifice d'une victime sur laquelle on tentait d'allumer un feu.

À l'instar de bien d'autres peuples de la Mésoamérique, les Aztèques pensaient que de nombreuses forces divines se faisaient sentir sur le monde et qu'elles influaient sur les divers cycles du temps : jours, treizaines, vingtaines et années. Selon qu’il s’agissait d’événements comme la naissance d’un enfant, le sort des moissons ou le début d’une campagne militaire, sans doute attribuait-on plus d’importance aux augures de l’un ou l’autre des 3 espaces-temps, aux influx qui régissaient les années qu’à ceux des mois ou des jours. Toutefois, il y avait également des dates singulières qui conditionnaient les comportements du peuple tout entier et englobaient l’ensemble des 3 cycles spatio-temporels. Ainsi, tous les 52 ans révolus et pas avant, la fin simultanée du cycle solaire et d’un cycle divinatoire (le 73e) avait lieu. On donnait à ce « siècle » mexicain le nom de Xiuhmolpilli (« Ligature des années »). Cette idée de ligature a pour contrepartie celle de rupture, de fissure. On ne lie que parce que l'on craint que la rupture n'amène la fin du monde. Dès lors, à cette date, au cours d'une cérémonie probablement d'origine toltèque, les prêtres aztèques tentaient, à l’aide d’une torche, d’allumer un feu sur la poitrine d’une victime. Si le « Feu nouveau » (Mamalhuaztli) ne prenait pas, c’était le signe tant redouté que les Tzitzimime apparaîtraient sur terre pour anéantir toute l'humanité. Mais si au contraire l’immolation réussissait, elle faisait charnière et un nouveau cycle temporel recommençait. Par suite, 52 ans plus tard, la fin simultanée d’un second cycle solaire et d’un 146e cycle divinatoire coïncidait, cette fois-ci, avec celle du cycle vénusien. C’était alors l’accomplissement d’une « Vieillesse » (Huehuetiliztli). Dès lors, les 3 espaces-temps s’ajustaient et recommençaient ensemble une nouvelle phase de 104 années. Cette période est la plus longue que les Aztèques aient traitée dans leurs calculs chronologiques.

### Les sacrifices humains
Selon Federico Navarrete Linares (es), qui mentionne Graulich, l'origine des pratiques sacrificielles remonterait à l'époque toltèque. Elles avaient alors comme fonction de renforcer le militarisme des guerriers (à travers le symbolisme de la mise à mort des soldats faits prisonniers). Par suite, les Aztèques les auraient « développées » en les intégrant dans des rites mythico-religieux tels que l'emblématique cérémonie du Feu nouveau ou encore les fêtes des vingtaines du Xiuhpohualli ou « compte annuel ».
Pour Soustelle, la mission du peuple du Soleil consistait à repousser inlassablement l’assaut du néant. À cette fin, il fallait fournir au Soleil « L’eau précieuse » (le sang), sans quoi la machinerie du monde cesserait de fonctionner. C’est donc de cette croyance fondamentale que découlaient les pratiques aztèques des sacrifices humains. Puisque les dieux eux-mêmes avaient donné leur sang pour régénérer l’énergie cosmique, les hommes ne pouvaient en faire l'économie. Et si les victimes étaient le plus souvent des prisonniers de campagnes militaires ou des guerres fleuries, d’autres, désignées par les prêtres selon des méthodes mal connues, se prêtaient volontairement aux rites et à la mort qui les couronnait. Tel était le cas du jeune homme « parfait » en tous points ou celui des femmes qui, personnifiant des déesses, dansaient et chantaient flegmatiquement en attendant le coup violent du silex.
Quant aux propositions de Camilla Townsend (en), elles soulignent que ces pratiques sacrificielles mythico-religieuses ne se situaient pas au cœur des préoccupations des Aztèques. Car ils avaient bien compris que la vie politique ne tournait pas exclusivement autour des dieux ou de croyances à leur sujet, mais procédait de cette réalité instable et changeante qu'est le pouvoir. Celui-ci s’exerçait alors essentiellement à travers des alliances ou des guerres entre cités-États et, bien que celles-ci puissent se solder généralement par le sacrifice de prisonniers, cela n'était pas pour autant une fin en soi. Par ailleurs, le pouvoir des chefs, en particulier celui de Moctezuma II à son apogée, pouvait aussi s'exprimer brutalement à travers des mises à mort resonnant tel un communiqué officiel, une démonstration de terreur visant à susciter la peur au sein de la population.